# 神木 (川崎市)
神木（しぼく）は、神奈川県川崎市宮前区の町名。現行行政地名は神木1丁目及び神木2丁目で、住居表示未実施区域。

## 地理
宮前区の中部に位置し、多摩丘陵の斜面上に所在する。大半が住宅地となっているが、わずかに畑も残っている。
神木は北端でけやき平や神木本町と、東端から南端にかけて宮崎と、西端で土橋と接する。これらの町域はすべて宮前区であり、神木は区境や市境には接していない。

### 面積
面積は以下の通りである。
| 丁目       | 面積（km²） |
| ---------- | ----------- |
| 神木一丁目 | 0.070       |
| 神木二丁目 | 0.143       |
| 計         | 0.214       |

### 地価
住宅地の地価は、2025年（令和7年）1月1日の公示地価によれば、神木2丁目3番17の地点で26万7000円/m²となっている。

## 歴史
江戸時代には、当地の領域は武蔵国橘樹郡稲毛領馬絹村と同長尾村にまたがっていた。当時、馬絹側には家が3軒だけあり、「神戸の三軒屋」と呼ばれていた。
町村制が施行された時点でも、馬絹村は宮前村、長尾村は向丘村と、別な自治体となっていたが、1938年には両者が揃って川崎市に編入された。それと前後して陸軍によって土地が接収されたが、「神戸の三軒屋」は接収を免れたという。
戦後には、返還された軍用地と周辺が合わせて土地区画整理事業の対象となり、1971年（昭和46年）11月1日に神木1丁目、神木2丁目の町域が誕生した。当時は人家もまばらであったが、区画整理のあとは宅地化が進んでいった。

### 地名の由来
当地の長尾側が、かつて「神木長尾」と呼ばれたことに由来する。その「神木」であるが、日本武尊にちなむ神木の伝承が、神木山等覚院の縁起として残るが、勅旨牧であった石川牧に対する「新牧」（しんぼく）から転じた、あるいは中世の史料に残る太田渋子（しぶこ）から転じたとも考えられている。

### 沿革
- 江戸時代 - 当地は長尾村（神木長尾）と馬絹村（神戸）の各一部であった。
- 1889年（明治22年） - 町村制施行に合わせて、長尾村などが合併し向丘村が、馬絹村などが合併し宮前村がそれぞれ成立。当地は向丘村大字長尾字長峰と、宮前村大字馬絹字神戸の各一部となる。
- 1936年（昭和11年） - 当地の一部が陸軍に接収される。
- 1938年（昭和13年） - 向丘村・宮前村が川崎市に編入される。当地は川崎市大字長尾字長峰と、川崎市大字馬絹字神戸の各一部となる。
- 1951年（昭和26年） - 軍用地が解放され、そのうち旧向丘村部分は大字向ヶ丘に、旧宮前村部分は大字宮崎となる。当地は前述の2字に加え、川崎市大字向ヶ丘字神木と川崎市大字宮崎字三ツ又の各一部となる[7]。
- 1971年（昭和46年） - 神木土地区画整理事業により、神木一丁目・二丁目が成立[9]。
- 1972年（昭和47年） - 川崎市が政令指定都市に移行。当地は高津区神木となる。
- 1982年（昭和57年） - 高津区から宮前区が分区。宮前区神木となる。

## 世帯数と人口
2025年（令和7年）6月30日現在（川崎市発表）の世帯数と人口は以下の通りである。
| 丁目      | 世帯数    | 人口    |
| --------- | --------- | ------- |
| 神木1丁目 | 297世帯   | 610人   |
| 神木2丁目 | 725世帯   | 1,647人 |
| 計        | 1,022世帯 | 2,257人 |

### 人口の変遷
国勢調査による人口の推移。
| 年                 | 人口  |
| ------------------ | ----- |
| 1995年（平成7年）  | 2,007 |
| 2000年（平成12年） | 2,263 |
| 2005年（平成17年） | 2,179 |
| 2010年（平成22年） | 2,145 |
| 2015年（平成27年） | 2,074 |
| 2020年（令和2年）  | 2,187 |

### 世帯数の変遷
国勢調査による世帯数の推移。
| 年                 | 世帯数 |
| ------------------ | ------ |
| 1995年（平成7年）  | 721    |
| 2000年（平成12年） | 853    |
| 2005年（平成17年） | 798    |
| 2010年（平成22年） | 839    |
| 2015年（平成27年） | 836    |
| 2020年（令和2年）  | 932    |

## 学区
市立小・中学校に通う場合、学区は以下の通りとなる（2022年4月時点）。
| 丁目      | 番地 | 小学校           | 中学校             |
| --------- | ---- | ---------------- | ------------------ |
| 神木1丁目 | 全域 | 川崎市立平小学校 | 川崎市立向丘中学校 |
| 神木2丁目 | 全域 | 川崎市立平小学校 | 川崎市立向丘中学校 |

## 事業所
2021年（令和3年）現在の経済センサス調査による事業所数と従業員数は以下の通りである。
| 丁目      | 事業所数 | 従業員数 |
| --------- | -------- | -------- |
| 神木1丁目 | 12事業所 | 50人     |
| 神木2丁目 | 20事業所 | 143人    |
| 計        | 32事業所 | 193人    |

### 事業者数の変遷
経済センサスによる事業所数の推移。
| 年                 | 事業者数 |
| ------------------ | -------- |
| 2016年（平成28年） | 30       |
| 2021年（令和3年）  | 32       |

### 従業員数の変遷
経済センサスによる従業員数の推移。
| 年                 | 従業員数 |
| ------------------ | -------- |
| 2016年（平成28年） | 181      |
| 2021年（令和3年）  | 193      |

## 交通

### 鉄道
武蔵野南線が当地の地下を通過しているが、同線は基本的に貨物線であり、また域内に同線を利用可能な駅設備は存在しない。

### バス
東急バス（高津営業所管轄）が、当地と鷺沼駅や宮崎台駅を結ぶバスを運行している。

## 施設
- ひばり幼稚園

## その他

### 日本郵便
- 郵便番号 : 216-0032[3]（集配局 : 宮前郵便局[23]）

### 警察
町内の警察の管轄区域は以下の通りである。
| 丁目      | 番・番地等 | 警察署     | 交番・駐在所 |
| --------- | ---------- | ---------- | ------------ |
| 神木1丁目 | 全域       | 宮前警察署 | 神木交番     |
| 神木2丁目 | 全域       | 宮前警察署 | 神木交番     |